# Diestostemma intermedium
Diestostemma intermedium är en insektsart som beskrevs av Young 1968. Diestostemma intermedium ingår i släktet Diestostemma och familjen dvärgstritar.
Artens utbredningsområde är Colombia. Inga underarter finns listade i Catalogue of Life.